# 実存は本質に先立つ
「実存は本質に先立つ」（じつぞんはほんしつにさきだつ、仏: l'existence précède l'essence）とは、哲学において「存在には本質がない」、とする考え方、観念、ものごとの捉え方を現した言葉。フランスの哲学者ジャン＝ポール・サルトルが自身の講演「実存主義はヒューマニズムであるか」（1945年）において最初にこの概念を提起し、実存主義における基礎的な観念・概念となっている。サルトルの妻(婚姻はしていない)シモーヌ・ド・ボーヴォワールはこの考えを基に、「人は女に生まれるのではない、女になるのだ」という言葉を残した。

## 概要
人間性を例にすると「人間性というものは存在するかもしれないが、その存在は初めには何をも意味するものではない」、つまり存在、本質の価値および意味は当初にはなく、後に作られたのだとこの考え方では主張される。
このように、この考えはキリスト教などの、「社会における人間には本質（魂）があり、生まれてきた意味を持つ」という古来からの宗教的な信念を真っ向から否定するもので、無神論の概念の一つにもなっている。